# Helicodontium usagarum
Helicodontium usagarum là một loài Rêu trong họ Myriniaceae. Loài này được (Mitt.) Lindau mô tả khoa học đầu tiên năm 1895.